# Dobbrikower Weinberg
Dobbrikower Weinberg este o arie protejată (arie specială de conservare — SAC, sit de importanță comunitară — SCI) din Germania întinsă pe o suprafață de 6,39 ha, integral pe uscat.

## Localizare
Centrul sitului Dobbrikower Weinberg este situat la coordonatele 52°09′58″N 13°03′09″E / 52.1661°N 13.0525°E.

## Înființare
Situl Dobbrikower Weinberg a fost declarat sit de importanță comunitară în martie 2004 pentru a proteja 1 specie de animale. Situl a fost protejat și ca arie specială de conservare în octombrie 2016.

## Biodiversitate
Situată în ecoregiunea continentală, aria protejată conține 1 habitat natural: Pajiști uscate seminaturale și facies de acoperire cu tufișuri pe substraturi calcaroase (Festuco-Brometalia) (* situri importante pentru orhidee).
La baza desemnării sitului se află o specie protejată de  mamifere: liliac cârn (Barbastella barbastellus).